# Tiro nos Jogos Asiáticos de 2022
O tiro nos Jogos Asiáticos de 2022 foi realizado no Centro Esportivo Fuyang Yinhu, na cidade de Hangzhou, na China, entre 24 de setembro e 1º de outubro de 2023.

## Cronograma
| ● | 1º dia | ● | Último dia | Q | Classificação | F | Final |

| Evento↓/Data →                                  | 24 Dom | 24 Dom | 25 Seg | 25 Seg | 26 Ter | 26 Ter | 27 Qua | 27 Qua | 28 Qui | 28 Qui | 29 Sex | 29 Sex | 30 Sáb | 30 Sáb | 1 Dom |   |
| ----------------------------------------------- | ------ | ------ | ------ | ------ | ------ | ------ | ------ | ------ | ------ | ------ | ------ | ------ | ------ | ------ | ----- | - |
| Pistola de ar 10 m masculino                    |        |        |        |        |        |        |        |        | Q      | F      |        |        |        |        |       |   |
| Equipe masculina de pistola de ar 10 m          |        |        |        |        |        |        |        |        | F      | F      |        |        |        |        |       |   |
| Pistola de fogo rápido 25 m masculino           | ●      | ●      | ●      | ●      |        |        |        |        |        |        |        |        |        |        |       |   |
| Equipe masculina de pistola de fogo rápido 25 m | ●      | ●      | ●      | ●      |        |        |        |        |        |        |        |        |        |        |       |   |
| Carabina de ar 10 m masculino                   |        |        | Q      | F      |        |        |        |        |        |        |        |        |        |        |       |   |
| Equipe masculina de carabina de ar 10 m         |        |        | F      |        |        |        |        |        |        |        |        |        |        |        |       |   |
| Carabina 50 m 3 posições masculino              |        |        |        |        |        |        |        |        |        |        | Q      | F      |        |        |       |   |
| Equipe masculina de carabina 50 m 3 posições    |        |        |        |        |        |        |        |        |        |        | Q      | F      |        |        |       |   |
| Alvo móvel 10 m masculino                       |        |        | F      |        |        |        |        |        |        |        |        |        |        |        |       |   |
| Equipe masculina de alvo móvel 10 m             |        |        | F      |        |        |        |        |        |        |        |        |        |        |        |       |   |
| Alvo móvel 10 m misto                           |        |        |        |        | F      |        |        |        |        |        |        |        |        |        |       |   |
| Equipe de alvo móvel 10 m misto                 |        |        |        |        | F      |        |        |        |        |        |        |        |        |        |       |   |
| Skeet masculino                                 |        |        |        |        | ●      | ●      | ●      | ●      |        |        |        |        |        |        |       |   |
| Equipe de skeet masculino                       |        |        |        |        | ●      | ●      | ●      | ●      |        |        |        |        |        |        |       |   |
| Trap masculino                                  |        |        |        |        |        |        |        |        |        |        |        |        | ●      | ●      | ●     | ● |
| Equipe de trap masculino                        |        |        |        |        |        |        |        |        |        |        |        |        | ●      | ●      | ●     | ● |
| Pistola de ar 10 m feminino                     |        |        |        |        |        |        |        |        |        |        | Q      | F      |        |        |       |   |
| Equipe feminina de pistola de ar 10 m           |        |        |        |        |        |        |        |        |        |        | F      | F      |        |        |       |   |
| Pistola 25 m feminino                           |        |        |        |        | ●      | ●      | ●      | ●      |        |        |        |        |        |        |       |   |
| Equipe feminina de pistola 25 m                 |        |        |        |        | ●      | ●      | ●      | ●      |        |        |        |        |        |        |       |   |
| Carabina de ar 10 m feminino                    | Q      | F      |        |        |        |        |        |        |        |        |        |        |        |        |       |   |
| Equipe feminina de carabina de ar 10 m          | F      |        |        |        |        |        |        |        |        |        |        |        |        |        |       |   |
| Carabina 50 m 3 posições feminino               |        |        |        |        |        |        | Q      | F      |        |        |        |        |        |        |       |   |
| Equipe feminina de carabina 50 m 3 posições     |        |        |        |        |        |        | Q      | F      |        |        |        |        |        |        |       |   |
| Alvo móvel 10 m feminino                        |        |        |        |        |        |        |        |        | F      |        |        |        |        |        |       |   |
| Equipe feminina de alvo móvel 10 m              |        |        |        |        |        |        |        |        | F      |        |        |        |        |        |       |   |
| Skeet feminino                                  |        |        |        |        | ●      | ●      | ●      | ●      |        |        |        |        |        |        |       |   |
| Equipe feminina de skeet                        |        |        |        |        | ●      | ●      | ●      | ●      |        |        |        |        |        |        |       |   |
| Trap feminino                                   |        |        |        |        |        |        |        |        |        |        |        |        | ●      | ●      | ●     | ● |
| Equipe feminina de trap                         |        |        |        |        |        |        |        |        |        |        |        |        | ●      | ●      | ●     | ● |
| Equipe mista de pistola de ar 10 m              |        |        |        |        |        |        |        |        |        |        |        |        | Q      | F      |       |   |
| Equipe mista de carabina de ar 10 m             |        |        |        |        | Q      | F      |        |        |        |        |        |        |        |        |       |   |
| Equipe mista de skeet                           |        |        |        |        |        |        |        |        | Q      | F      |        |        |        |        |       |   |

## Medalhistas

### Masculino
| Event                              | Ouro                                                                         | Prata                                                                   | Bronze                                                                        |
| ---------------------------------- | ---------------------------------------------------------------------------- | ----------------------------------------------------------------------- | ----------------------------------------------------------------------------- |
| 10 m pistola de ar                 | Phạm Quang Huy VIE Vietnã                                                    | Lee Won-ho KOR Coreia do Sul                                            | Svechnikov Vladimir UZB Uzbequistão                                           |
| Equipe 10 m pistola de ar          | IND Índia Sarabjot Singh Arjun Singh Cheema Shiva Narwal                     | CHN China Liu Jinyao Xie Yu Zhang Bowen                                 | VIE Vietnã Lại Công Minh Phạm Quang Huy Phan Công Minh                        |
| 25 m pistola de fogo rápido        | Li Yuehong CHN China                                                         | Liu Yangpan CHN China                                                   | Nikita Chiryukin KAZ Cazaquistão                                              |
| Equipe 25 m pistola de fogo rápido | CHN China Li Yuehong Liu Yangpan Wang Xinjie                                 | KOR Coreia do Sul Kim Seo-jun Lee Gun-hyeok Song Jong-ho                | IND Índia Adarsh Singh Anish Bhanwala Vijavyeer Sidhu                         |
| 10 m rifle de ar                   | Sheng Lihao CHN China                                                        | Park Ha-jun KOR Coreia do Sul                                           | Aishwary Pratap Singh Tomar IND Índia                                         |
| Equipe 10 m rifle de ar            | IND Índia Divyansh Singh Panwar Rudrankksh Patil Aishwary Pratap Singh Tomar | KOR Coreia do Sul Kim Sang-do Nam Tae-yun Park Ha-jun                   | CHN China Du Linshu Sheng Lihao Yu Haonan                                     |
| 50 m rifle três posições           | Du Linshu CHN China                                                          | Aishwary Pratap Singh Tomar IND Índia                                   | Tian Jiaming CHN China                                                        |
| Equipe 50 m rifle três posições    | IND Índia Aishwary Pratap Singh Tomar Akhil Sheoran Swapnil Kusale           | CHN China Tian Jiaming Yu Hao Du Linshu                                 | KOR Coreia do Sul Mo Dai-seong Kim Jong-hyun Kim Sang-do                      |
| 10 m alvo móvel                    | Muhammad Sejahtera Dwi Putra INA Indonésia                                   | Ngô Hữu Vượng VIE Vietnã                                                | Jeong You-jin KOR Coreia do Sul                                               |
| Equipe 10 m alvo móvel             | KOR Coreia do Sul Kwak Yong-bin Ha Kwang-chul Jeong You-jin                  | PRK Coreia do Norte Kwon Kwang-il Pak Myong-won Yu Song-jun             | INA Indonésia Muhammad Badri Akbar Muhammad Sejahtera Dwi Putra Irfandi Julio |
| 10 m alvo móvel misto              | Muhammad Sejahtera Dwi Putra INA Indonésia                                   | Kwon Kwang-il PRK Coreia do Norte                                       | Jeong You-jin KOR Coreia do Sul                                               |
| Equipe 10 m alvo móvel misto       | KOR Coreia do Sul Kwak Yong-bin Ha Kwang-chul Jeong You-jin                  | KAZ Cazaquistão Bakhtiyar Ibrayev Andrey Khudyakov Assadbek Nazirkulyev | INA Indonésia Muhammad Badri Akbar Muhammad Sejahtera Dwi Putra Irfandi Julio |
| Fossa olímpica (trap)              | Qi Ying CHN China                                                            | Talal Al-Rashidi KUW Kuwait                                             | Kynan Chenai IND Índia                                                        |
| Equipe fossa olímpica              | IND Índia Prithviraj Tondaiman Zoravar Singh Sandhu Kynan Chenai             | KUW Kuwait Abdulrahman Al-Faihan Talal Al-Rashidi Khaled Al-Mudhaf      | CHN China Wang Yuhao Qi Ying Guo Yuhao                                        |
| Skeet Predefinição:DetailsLink     | Abdullah Al-Rashidi KUW Kuwait                                               | Anantjeet Singh Naruka IND Índia                                        | Nasser Al-Attiyah QAT Catar                                                   |
| Equipe skeet                       | CHN China Wu Yunxuan Liu Jiangchi Han Xu                                     | QAT Catar Nasser Al-Attiyah Rashid Saleh Hamad Masoud Saleh Al-Athba    | IND Índia Anantjeet Singh Naruka Gurjoat Singh Khangura Angad Vir Singh Bajwa |

### Feminino
| Event                           | Ouro                                                        | Prata                                                                      | Bronze                                                                         |
| ------------------------------- | ----------------------------------------------------------- | -------------------------------------------------------------------------- | ------------------------------------------------------------------------------ |
| 10 m pistola de ar              | Palak Gulia IND Índia                                       | Esha Singh IND Índia                                                       | Kishmala Talat PAK Paquistão                                                   |
| Equipe 10 m pistola de ar       | CHN China Zhao Nan Li Xue Jiang Ranxin                      | IND Índia Divya T. S. Esha Singh Palak Gulia                               | TPE Taipé Chinês Yu Ai-wen Wu Chia-ying Liu Heng-yu                            |
| 25 m pistola                    | Liu Rui CHN China                                           | Esha Singh IND Índia                                                       | Yang Ji-in KOR Coreia do Sul                                                   |
| Equipe 25 m pistola             | IND Índia Rhythm Sangwan Manu Bhaker Esha Singh             | CHN China Liu Rui Feng Sixuan Zhao Nan                                     | KOR Coreia do Sul Sim Eun-ji Kim La-na Yang Ji-in                              |
| 10 m rifle de ar                | Huang Yuting CHN China                                      | Han Jiayu CHN China                                                        | Ramita Jindal IND Índia                                                        |
| Equipe 10 m rifle de ar         | CHN China Han Jiayu Huang Yuting Wang Zhilin                | IND Índia Ramita Jindal Ashi Chouksey Mehuli Ghosh                         | MGL Mongólia Gankhuyag Nandinzaya Oyuunbatyn Yesügen Narantuya Chuluunbadrakh  |
| 50 m rifle três posições        | Sift Kaur Samra IND Índia                                   | Zhang Qiongyue CHN China                                                   | Ashi Chouksey IND Índia                                                        |
| Equipe 50 m rifle três posições | CHN China Zhang Qiongyue Xia Siyu Han Jiayu                 | IND Índia Sift Kaur Samra Manini Kaushik Ashi Chouksey                     | KOR Coreia do Sul Lee Kye-rim Bae Sang-hee Lee Eun-seo                         |
| 10 m alvo móvel                 | Zukhra Irnazarova KAZ Cazaquistão                           | Ri Ji-ye PRK Coreia do Norte                                               | Paek Ok-sim PRK Coreia do Norte                                                |
| Equipe 10 m alvo móvel          | PRK Coreia do Norte Ri Ji-ye Pang Myong-hyang Paek Ok-sim   | KAZ Cazaquistão Alexandra Saduakassova Zukhra Irnazarova Fatima Irnazarova | INA Indonésia Rica Nensi Perangin Angin Nourma Try Indriani Feny Bachtiar      |
| Fossa olímpica (trap)           | Zhang Xinqiu CHN China                                      | Wu Cuicui CHN China                                                        | Mariya Dmitriyenko KAZ Cazaquistão                                             |
| Equipe fossa olímpica           | CHN China Zhang Xinqiu Wu Cuicui Li Qingnian                | IND Índia Preeti Rajak Manisha Keer Rajeshwari Kumari                      | KAZ Cazaquistão Anastassiya Prilepina Aizhan Dosmagambetova Mariya Dmitriyenko |
| Skeet                           | Jiang Yiting CHN China                                      | Gao Jinmei CHN China                                                       | Assem Orynbay KAZ Cazaquistão                                                  |
| Equipe skeet                    | KAZ Cazaquistão Zoya Kravchenko Assem Orynbay Olga Panarina | CHN China Gao Jinmei Huang Sixue Jiang Yiting                              | THA Tailândia Isarapa Imprasertsuk Sutiya Jiewchaloemmit Nutchaya Sutarporn    |

### Misto
| Event                     | Ouro                                            | Prata                                                 | Bronze                                         |
| ------------------------- | ----------------------------------------------- | ----------------------------------------------------- | ---------------------------------------------- |
| Equipe 10 m pistola de ar | CHN China Zhang Bowen Jiang Ranxin              | IND Índia Divya T. S. Sarabjot Singh                  | KOR Coreia do Sul Lee Wonho Kim Bomi           |
| Equipe 10 m pistola de ar | CHN China Zhang Bowen Jiang Ranxin              | IND Índia Divya T. S. Sarabjot Singh                  | IRI Irã Hanieh Rostamian Amir Joharikhu        |
| Equipe 10 m rifle de ar   | CHN China Sheng Lihao Huang Yuting              | UZB Uzbequistão Javokhir Sokhibov Mukhtasar Tokhirova | KAZ Cazaquistão Alexandra Le Islam Satpayev    |
| Equipe 10 m rifle de ar   | CHN China Sheng Lihao Huang Yuting              | UZB Uzbequistão Javokhir Sokhibov Mukhtasar Tokhirova | KOR Coreia do Sul Lee Eun-seo Park Ha-jun      |
| Equipe skeet              | KAZ Cazaquistão Assem Orynbay Eduard Yechshenko | KUW Kuwait Eman Al Shamaa Abdullah Al-Rashidi         | CHN China Jiang Yiting Liu Jiangchi            |
| Equipe skeet              | KAZ Cazaquistão Assem Orynbay Eduard Yechshenko | KUW Kuwait Eman Al Shamaa Abdullah Al-Rashidi         | QAT Catar Reem Al-Sharshani Rashid Saleh Hamad |

## Nações participantes
Um total de 675 atletas de 36 nações competiram no tiro nos Jogos Asiáticos de 2022:
- BRN Bahrein (22)
- BAN Bangladesh (22)
- BHU Butão (2)
- CHN China (42)
- TPE Taipé Chinês (24)
- HKG Hong Kong (2)
- INA Indonésia (33)
- IND Índia (33)
- IRI Irã (27)
- JOR Jordânia (6)
- JPN Japão (27)
- KAZ Cazaquistão (47)
- KUW Kuwait (25)
- KGZ Quirguistão (4)
- LAO Laos (3)
- LBN Líbano (6)
- MAC Macau (12)
- MAS Malásia (18)
- MDV Maldivas (8)
- MGL Mongólia (27)
- NEP Nepal (2)
- PRK Coreia do Norte (12)
- OMA Omã (11)
- PAK Paquistão (18)
- PHI Filipinas (16)
- QAT Catar (41)
- KSA Arábia Saudita (12)
- SGP Singapura (19)
- KOR Coreia do Sul (47)
- TLS Timor-Leste (2)
- TJK Tajiquistão (4)
- THA Tailândia (37)
- UAE Emirados Árabes Unidos (11)
- UZB Uzbequistão (11)
- VIE Vietnã (31)
- YEM Iêmen (2)

## Tabela de medalha
| Pos.                | País                | Ouro | Prata | Bronze | Total |
| ------------------- | ------------------- | ---- | ----- | ------ | ----- |
| 1                   | CHN China           | 16   | 9     | 4      | 29    |
| 2                   | IND Índia           | 7    | 9     | 6      | 22    |
| 3                   | KAZ Cazaquistão     | 3    | 2     | 5      | 10    |
| 4                   | KOR Coreia do Sul   | 2    | 4     | 8      | 14    |
| 5                   | INA Indonésia       | 2    | 0     | 3      | 5     |
| 6                   | PRK Coreia do Norte | 1    | 3     | 1      | 5     |
| 7                   | KUW Kuwait          | 1    | 3     | 0      | 4     |
| 8                   | VIE Vietnã          | 1    | 1     | 1      | 3     |
| 9                   | QAT Catar           | 0    | 1     | 2      | 3     |
| 10                  | UZB Uzbequistão     | 0    | 1     | 1      | 2     |
| 11                  | IRI Irã             | 0    | 0     | 1      | 1     |
| 11                  | MGL Mongólia        | 0    | 0     | 1      | 1     |
| 11                  | PAK Paquistão       | 0    | 0     | 1      | 1     |
| 11                  | THA Tailândia       | 0    | 0     | 1      | 1     |
| 11                  | TPE Taipé Chinês    | 0    | 0     | 1      | 1     |
| Total (15 entradas) | Total (15 entradas) | 33   | 33    | 36     | 102   |